# Прерада воћа
Воће, то су плодови који се једу као посластица, најчешће без додатне обраде. 
Воће спада у посебну групу намирница које се, са појединим изузецима одликују:
- малом енергетском вриједношћу
- великим садржајем воде
- малом количином протеина и масти
- знатним садржајем угљених хидрата и целулозе
- богатством минералних састојака и витамина, као и садржајем других храњивих састојака као што су ензими, органске киселине, антоцијани, танини и др.

Због оваквог садржаја, прије свега, минералних састојака, витамина, целулозе, ензима и других који имају превасходно заштитну улогу у организму, као и садржају воћних шећера који представљају врло погодне изворе енергије, воће и поврће има велики значај за људско здравље.

## Значај воћа у исхрани
Основне заједничке одлике воћа су:
- релативно мала енергетска вредност, осим код неких врста, као што су: банане, кестен, орах, љешњак, бадем. Исто вриједи и за сушено воће: суве шљиве, суве смокве, суво грожђе);
- висок садржај воде, с тим што се изузимају љускасто и сушено воће;
- знатан садржај угљених хидрата, а нарочито воћних шећера глукозе и фруктозе;
- мали садржај протеина и масти, изузимајући љускасто воће;
- богатство минералним састојцима и витаминима;
- знатан садржај целулозе (биљна влакна), органских киселина и других састојака (пектини, антоцијани и други ).

Воће је богат извор витамина, мада их, у поређењу са поврћем, воће садржи мање. Од витамина воће садржи највише витамина C и каротина. Њихова количина зависи од врсте воћа, сорте као и низа других чинилаца. Витамин C није подједнако распоређен у цијелом плоду. Највише га има у љусци и испод ње. Други витамин по важности и количини је каротин. Највише га садрже: кајсија, ананас, сува шљива, бресква итд. У мањим количинама воће садржи и друге витамине: К, Е, витамине

## Сезонска прерада воћа
Воће се сезонски прерађује у полупроизводе. У току сезоне приспевања свежег воћа, због ограничености производних капацитета и обезбеђивања континуиране производње током целе године, највећи део воћа се делимично прерађује и конзервише, при чему се добијени полупроизводи касније користе као сировина за даљу прераду ван сезоне. На овај начин се омогућава продужавање времена прераде што има вишеструки значај. У полупроизводе од воћа убрајају се:
1. Хемијски конзервисани полупрерађени производи од воћа (воћна пулпа, воћна каша и сирови воћни сок).
2. Пастеризовани полупрерађени производи од воћа (полупрерађено воће примењено као цео плод, сечено или кашасто).
3. Смрзнути полупрерађени производи од воћа (смрзнуто воће, и смрзнута каша).
4. За даљу прераду могу да се користе и концентрисани сокови.

## Конзервисање

### Конзервисање на високим температурама
Примена топлоте у сврхе конзервисања хране има прилично дугу историју. То је један од најстаријих начина конзервисања воћа. Конзервисање хране загревањем пружа могућност лаког и задовољавајућег конзервисања производа од воћа, уколико се води рачуна о свему ономе што може да утиче позитивно као и ономе што се сматра негативним
оценема квалитета. Због тога овај поступак захтева добро познавање свих елемената који могу да допринесу квалитету и од којих зависи ефекат загревања.
На ефекат загревања, односно дејства топлоте, могу да утичу више фактора од којих су најважнији:
1. Висина температуре и време загревања
2. Врста и број микроорганизама
3. Хемијски састав и физичка својства производа
4. Амбалажа и
5. Претходна обрада производа.

### Конзервисање ниским температурама
Применом ниских температура, поред примена високих температура, један је од најраспрострањенијих начина конзервисања воћа. У индустријским размерама овај начин конзервисања развио се тек после 1930. године, и како је примена хладноће као могућност да се храна дуже очува, била позната од давнина. Хлађењем или смрзавањем намирница, за разлику од примене високих температура, не уништавају се микроорганизми, већ се само стварају неповољни услови за њихово развиће и размножавање. Смрзавањем се постиже инактивација воде, што има могућности да се намирнице у таквим условима чувају знатно дуже а да не дође до кварења.
Хлађење и смрзавање је у ствари процес супротан загревању, посматрано са термодинамичког гледишта. Док се загревањем доводи топлота, смрзавање се обавља врло брзо.
Смрзнути производи чувају се на температури око минус 18 °C

## Сирови воћни сок
Сирови воћни сок или матични сок је полу прерађени сок добијен цеђењем свежих или смрзнутих плодова или претходно конзервисане пулпе, грубо избистрен и конзервисан
физичким поступком или хемијским конзервансима. У пракси се обично под сировим воћним соком подразумева хемијски конзервисан полупрерађени сок а под матичним соком подразумева пастерисан полупрерађени сок. Сирови воћни сок се најчешће производи од малина, купина, јагода и вишања, плодова који су богати антоцијанима, јер се овако конзервисан производ користи првенствено за производњу воћног сирупа. Матични сок конзервисан пастеризацијом, производи се од јабучастог воћа (јабука, крушка и дуња)

## Желирани производи
Џем, мармелада и желе убрајају се у групу желираних производа. Ови производи карактерисани су пихтијастом (гел) конзистенцијом која се постиже додавањем пектина. Да би се постигла таква конзистенција поред пектина потребна су још киселина и шећер. Воће природно садржи све ове састојке али не у довољним количинама да би дошло до желирања. Поједине врсте воћа садрже више или мање киселина, шећера и пектинских материја, па се често њиховим комбиновањем (мешањем) ови састојци могу надокнадити. Ипак, у производњи желираних производа увек се додају одређене количине киселина и шећера и пектина (пектинских препарата). Да би производ добро желирао потребно је добро познавати хемијски састав воћа, услове желирања и својстава пектина.
Три основна елемента правилног процеса желирања су киселост, присуство шећера и пектина. Сви ови састојци се једним делом обезбеђују сировином, али се редовно и додају како би се постигле оптималне вредности киселост пХ 2,8 до 3,2, концентрација шећера изнад 50% и потребна количина високоестерификованог пектина. У производњи дијабетичарских џемова, мармелада и желеа додаје се око 30% шећера и користи се нискоестерифоковани пектин. У овом случају неопходно је додати и соли калцијума јер је присуство калцијумових јона (Ca++) неопходно за желирање нискоестерифокованог пектина.
Сировине за џем. За производњу џема посебно су погодне коштичаве врсте воћа (шљива, вишња, трешња, кајсија и бресква), али се квалитетан џем може да добије и од јагодичастог воћа (јагода, рибизла).
Остале врсте воћа које се користе у производњи мармеладе су: бресква, кајсија, купина, рибизла, шипурак, дрењина и сл. Sad, 2012.

## Прерада воћа у жестока пића

### Ракија
Воће се може прерадити и у нека жестока пића. Ракија је жестоко алкохолно пиће. Добија се једноструком или двоструком дестилацијом масе која се добија алкохолним врењем воћа, ражи, кромпира и сличног. У случају када се ракија производи од воћа које има нешто нижи проценат шећера, као што је јабука, врши се вишеструка дестилација масе, да би се добила жељена концентрација алкохола и чистоћа напитка. Јабукова маса се углавном дестилише три пута и таквим поступком се добија ракија јачине 45° (процената алкохола).
Ток прераде
- Котао за дестилацију ракије
- Комина до шљива из које се дестилацијом (печењем) добија ракија
- Ракија се служи у малим чашама